# Неедлый, Войтех
Войтех Неедлый (чеш. Vojtěch Nejedlý; 17 апреля 1773, Жебрак, Австрийская империя — 7 декабря 1844, Жебрак) — чешский католический священник, поэт, прозаик эпохи чешского национального возрождения.
Автор первых чешских произведений для детей.

## Биография
Сын богатого мясника. Старший брат Яна Неедлого (1776—1834), чешского поэта, писателя, переводчика. Обучался в Пражской гимназии пиаристов и духовной семинарии. После изучал теологию. В 1797 — принял сан священника. Долгие годы служил в костёлах Праги и других городов Чехии. С 1826 года и до конца жизни был деканом в родном городе.
Принимал участие в деятельности обществ чешского национального возрождения и литературных групп.

## Творчество
Автор больших и малых лирических и эпических поэм в духе классицизма, прозы, в том числе, идилических рассказов, просветительских бесед и диалогов и др.
Литературное творчество начал как автор романтических стихов на немецком языке. Позже под влиянием Яна Коменского и С. Гневковского перешел на чешский язык.
Известен как автор множества переводных и подлинных стихотворений. В 1795 году, по образцу «Леоноры» Бюргера, написал первую на чешском языке балладу «Lenka».
Из наиболее известных его произведений: дидактическая поэма «Karel čtvyrtý» (1835), эпические поэмы «Otokar» (1835), «Vratislav» (1836), «Vaclav» (1837) и политическое стихотворение «Napoleon» (1812; переведено на языки немецкий, французский и итальянский).
Некоторые из песен В. Неедлого стали народными, но многие остальные его поэтические произведения со временем потеряли прежнюю популярность.
Известен также как богослов и первый среди чехов автор рассказов для детей («Ladislav a ditky jeho», 1807).

## Избранные произведения
- «Poslední soud» (1804) — лирическая поэма
- «Nedělní, sváteční a postní kázání» (1806—1807) — сборник проповедей
- «Ladislav a dítky jeho» (1807)
- «Vojna svatá na východě» (1808) — сборник рассказов
- «Rozmlouvání mezi Žižkou a Pelclem» (1818) — диалоги
- «Básně» (1833) — сборник стихов
- «Přemysl Otakar v Prusích» (1833) — исторический эпос в 200 песнях
- «Karel čtvrtý» (1835) — историческая поэма
- «Vratislav» (1836) — исторический эпос в 17 песнях о войне чехов с крестоносцами
- «Svatý Václav» (1837) — исторический эпос в 8 песнях
- «Bohyně» (посмертно, 1910) — поэма
- «Kvido, poslední král jeruzalémský» — рыцарский роман.